# دنبان أسود
دنبان أسود (الاسم العلمي:Brachypodium nigricans) هو نوع غير مؤكد من النباتات يتبع جنس الدنبان من الفصيلة النجيلية.